# Herdonia

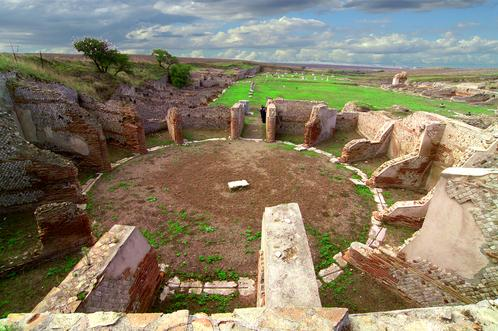
Ruinas de la antigua ciudad de Herdonea

Herdonea fue una ciudad ubicada en la actual región de Apulia, pegada a la vía Apia que iba desde Canusium a Beneventum. Se situaba a unos 40 km de Canusium. La ciudad se unió a los cartagineses tras la batalla de Cannas.
Pasó a la historia por ser escenario de dos derrotas romanas frente a Aníbal en no más dos años:
- La primera en el 212 a. C., en la que el general cartaginés derrotó al pretor Cneus Fulvius Flaccus.

- La segunda en el 210 a. C., en la que el procónsul Cneus Fulvius Centumalus volvió a ser derrotado.

En el 210 a. C., como Aníbal no confiaba en la fidelidad de la ciudad, la destruyó, y sus habitantes se trasladaron a Metapontum y Thurii. Más tarde fue reconstruida pero ya no tuvo la misma importancia, llegó a tener rango municipal y todavía existía en el tiempo de los itinerarios en el siglo IV. En el siglo IX fue destruida por los sarracenos.
Sus ruinas todavía existen, cercanas a la aldea de Ordona, entre Bovino y Cerignola, en la carretera entre Nápoles y Otrant.